# Sebastião José de Carvalho
Sebastião José de Carvalho (Quinta da Cortegana, Alenquer, 11 de Janeiro de 1833 — Quinta da Cortegana, Alenquer 13 de Junho de 1905), 1.º visconde de Chanceleiros, foi um grande proprietário agrícola e distinto viticultor na Cortegana e no Alto Corgo, introdutor em Portugal da cultura da vinha americana em larga escala, que exerceu funções políticas de relevo, entre as quais de deputado, par do reino, governador civil de Lisboa e Ministro das Obras Públicas, Comércio e Indústria.

## Biografia
Filho de Manuel António de Carvalho, 1.º barão de Chanceleiros, foi par do reino, governador civil de Lisboa (1871), ministro das Obras Públicas (1871 e 1892), ministro plenipotenciário na Bélgica. Destacou-se, no concelho de Alenquer, onde era grande proprietário agrícola, na luta contra a filoxera.
O título de visconde de Chanceleiros foi-lhe concedido em 1865.